# Office National des Chemins de Fer
L'Office National des Chemins de Fer (in italiano: "ufficio nazionale delle ferrovie", in arabo المكتب الوطني للسكك الحديدية‎?, Maktab al-Waṭaniyy lis-Sikak al-Ḥadīdiyyah, in berbero ⵜⴰⵎⴰⵡⴰⵙⵜ ⵜⴰⵏⴰⵎⵓⵔⵜ ⵏ ⵉⴱⵔⵉⴷⵏ ⵏ ⵓⴱⵔⵉⴷ, in spagnolo Oficina Nacional de Ferrocarriles), più noto con la sigla ONCF, è il gestore nazionale delle ferrovie in Marocco; aderisce all'Union internationale des chemins de fer (UIC).

## Esercizio

Rete ferroviaria del Marocco.

L'azienda occupa quasi diecimila persone; la rete ferroviaria in Marocco è capillare, ed è tra le più sviluppate dell'intera Africa.

### Dati statistici

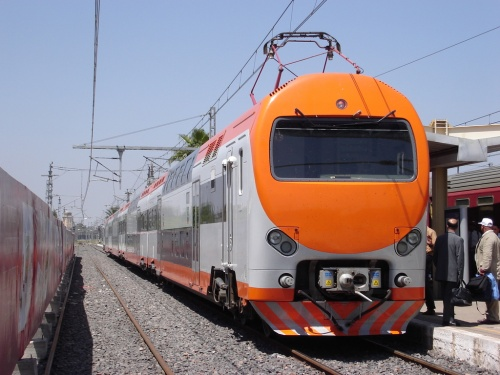
Elettrotreno Z2M.

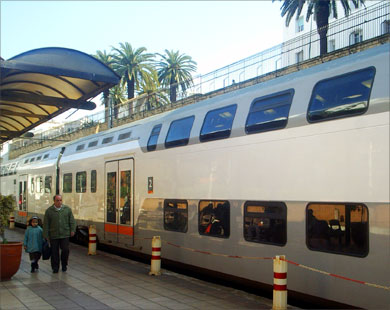
Vagoni a due piani nella stazione di Rabat.

- Linee ferroviarie pubbliche: in totale 2.067 km, di cui 1.022 elettrificati (2010)[1]
  - a binario unico: 1.489 km
  - a doppio binario: 578 km

### Attività
- Trasporto dei passeggeri: nel corso degli anni il numero di passeggeri che l'ONCF trasporta è costantemente aumentato passando dai 23,5 milioni di passeggeri nel 2006 ai 39,5 milioni di passeggeri nel 2014.
- Trasporto delle merci: anche in questo settore vi è stato un significativo aumento; in questo ambito incide molto l'incremento del trasferimento dei fosfati, dai luoghi di estrazione ai porti.

### Rinnovamento della rete ferroviaria

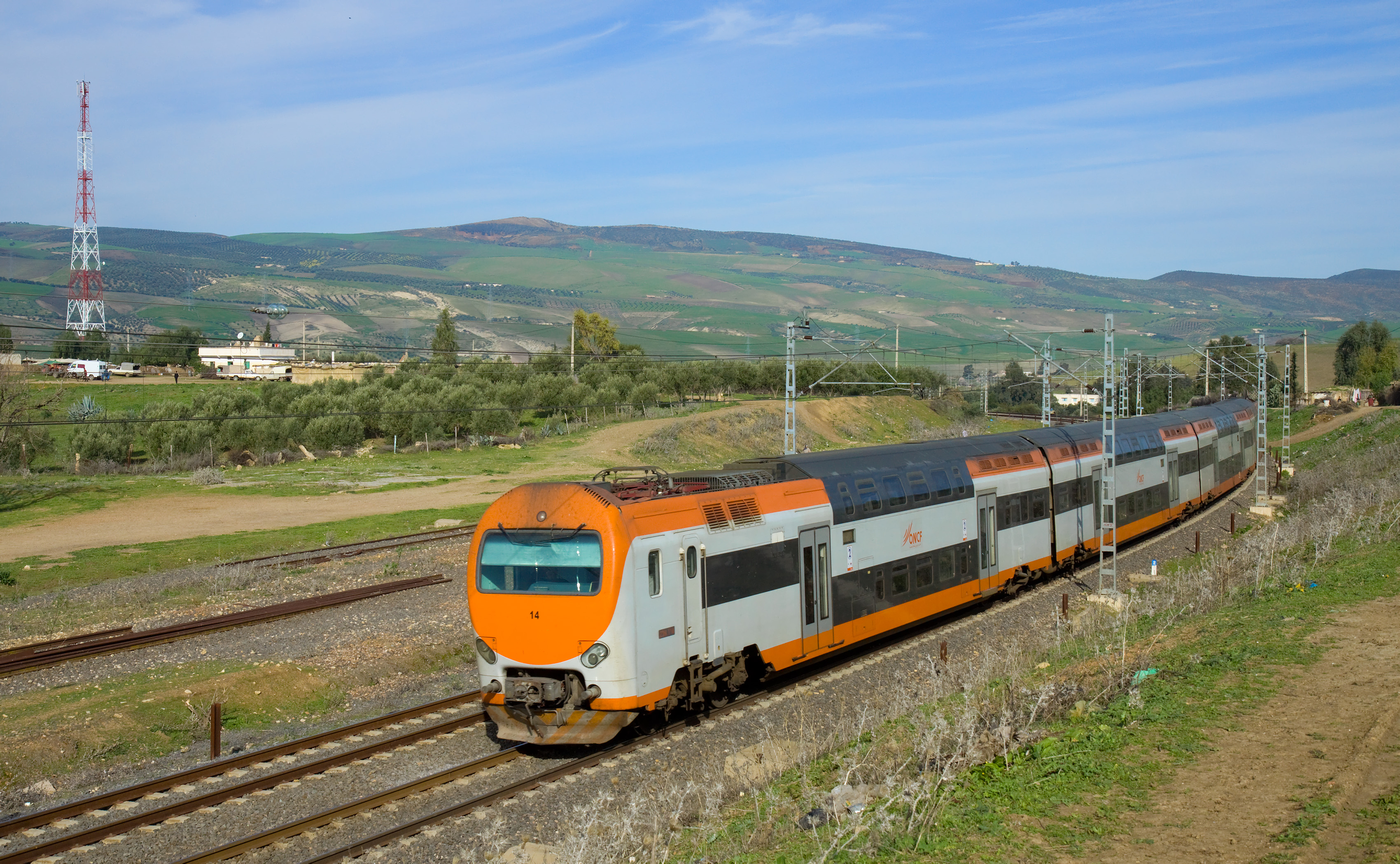
Treno nella tratta tra Sidi Kacem e Meknès.

Il paese ha investito circa 17 miliardi di dirham (ossia 1,5 miliardi di euro) per modernizzare le ferrovie e le stazioni della rete ferroviaria marocchina: 
- la realizzazione della linea Tangeri–Porto Tangeri Med, aperta nel 2009, linea a binario unico di 45 km per ridurre i tempi del percorso da Casablanca a Tangeri Med, per dare slancio al traffico containers;
- la realizzazione della linea Taourirt–Nador, aperta nel 2009, linea a binario unico di 110 km;
- raddoppiamento dei binari tra Nouaceur e Jorf Lasfar;
- ultimazione delle rettifiche sul tracciato con raddoppio del tronco Meknès-Fès;
- costruzione delle stazioni multimodali di Marrakech nel 2008, di Fes-Ville nel 2009 e di Casa-Port nel 2010;
- lavori di modernamento e ingrandimento di molte stazioni: Safi, Youssoufia, Settat, Berrechid, El Jadida, Mohammedia, Rabat-Ville, Salé-Ville, Kenitra-Medina e Assilah;
- acquisto presso il costruttore italiano Ansaldobreda di 24 treni elettrici a due piani TAF;
- acquisto presso la francese Alstom di 20 locomotori tipo Prima;
- firma con la società ferroviaria francese SNCF di un accordo per l'acquisto di treni tipo corail usati.

### Realizzazione della prima linea ad alta velocità
Nel novembre 2018 è stata inaugurata la prima linea ad alta velocità del paese e dell'Africa, su cui viaggiano i TGV di produzione francese, la Ligne Atlantique, che collega le città di Tangeri e Casablanca.

### Progetti

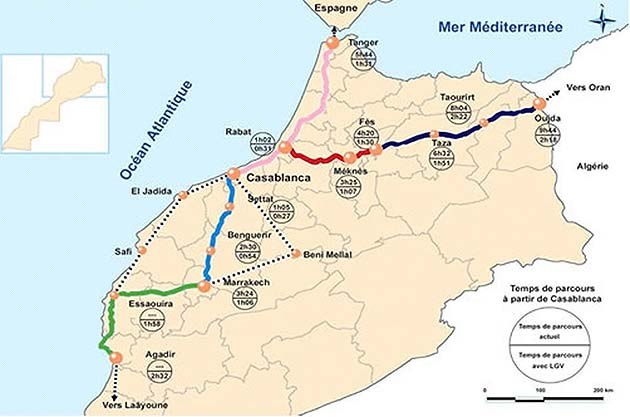
L'alta velocità pianificata per la realizzazione entro il 2035.

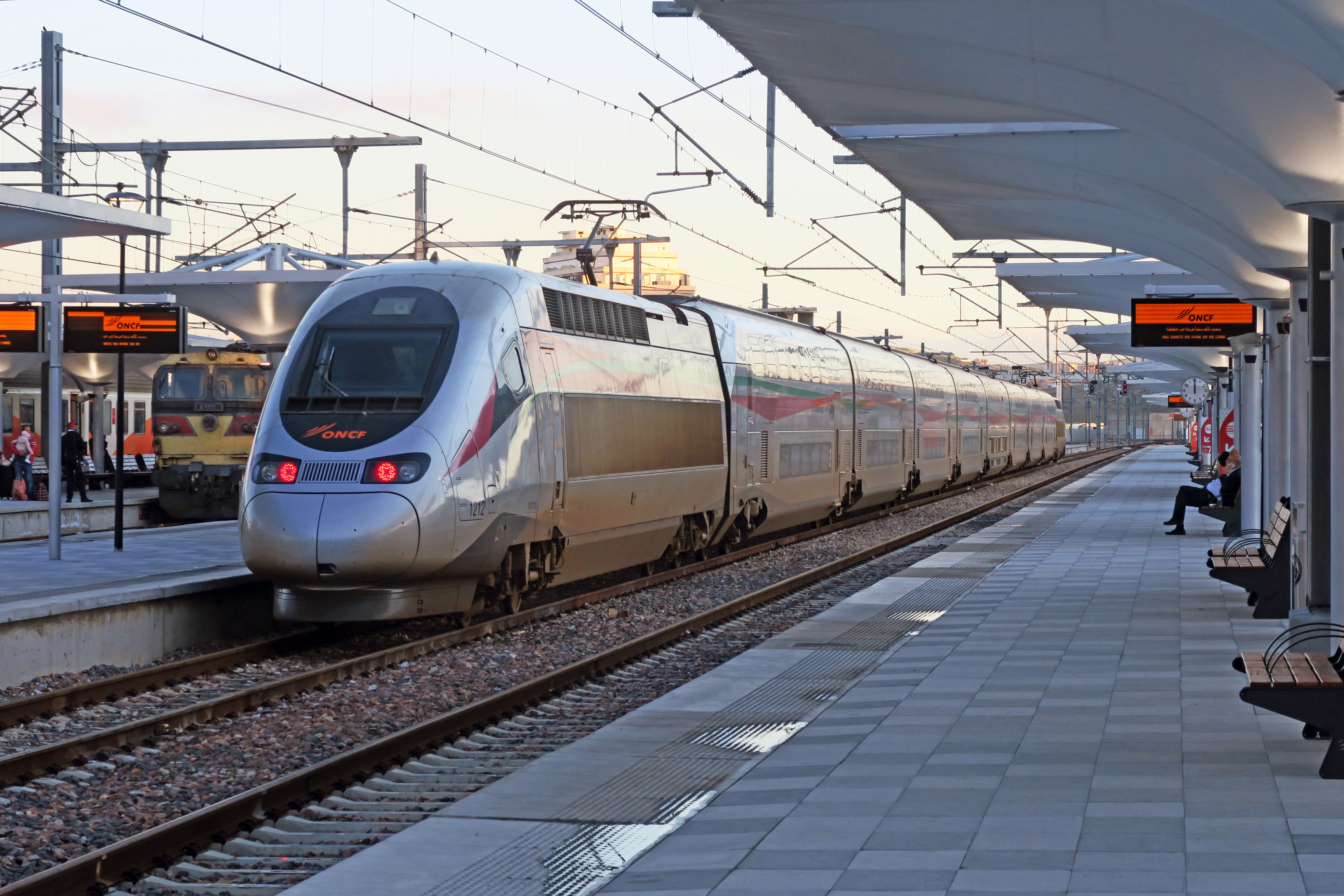
Treno al alta velocità Al Boraq RGV2N2 nella stazione di Tangeri-Ville.

Il programma di sviluppo del sistema ferroviario del Marocco prevede sia progetti per nuove linee standard (2.743 km), sia per linee ad alta velocità (1.500 km).
Sono in fase di progetto nuove linee ad alta velocità:
- il prolungamento della Ligne Atlantique da Casablanca fino ad Agadir, passando per Marrakech ed Essaouira, entro il 2035[4];
- Ligne Maghrébine: collegherà le città di Rabat e Oujda, passando per Meknès e Fès, entro il 2035[5].

Per questi progetti sarà necessario un investimento di oltre 100 miliardi di dirham (circa 10 miliardi di euro).

## Organismi sovranazionali
L'ONCF aderisce ai seguenti enti:
- Comité du Transport Ferroviaire Maghrebin (CTFM)
- Union arabe des chemins de fer (UACF)
- Union internationale des chemins de fer (UIC).